# Meiothecium attenuatum
Meiothecium attenuatum är en bladmossart som beskrevs av Brotherus 1913. Meiothecium attenuatum ingår i släktet Meiothecium och familjen Sematophyllaceae. Inga underarter finns listade i Catalogue of Life.